# Peter Bennett (calciatore e pallanuotista)
Peter John Bennett (11 luglio 1926 – Gold Coast, 4 luglio 2012) è stato un pallanuotista e calciatore australiano, che ha partecipato, come pallanuotista, alle Olimpiadi di Helsinki 1952 e di Melbourne 1956.
Come calciatore era un attaccante completo del St Kilda, con un massimo di 59 gol nel 1950; tuttavia, non si è mai ripreso completamente da un infortunio al ginocchio riportato nella sua partita d'esordio nel 1944.
Avendo già rifiutato l'invito a rappresentare l'Australia di pallanuoto alle Olimpiadi di Londra 1948 e vinto una medaglia d'oro in questo sport ai IV Giochi dell'Impero Britannico, nel 1952 si prese un anno di pausa dal calcio per partecipare alle Olimpiadi di Helsinki 1952. Dopo altre due stagioni al St Kilda decise di ritirarsi dal calcio per concentrarsi sulla pallanuoto e fu il capitano della squadra australiana alle Olimpiadi di Melbourne 1956, dove finì nono. 
Nel 2012 è stato inserito nella Water Polo Australia Hall of Fame.
Era il marito della nuotatrice olimpica Marjorie McQuade.